# Farigia sagana
Farigia sagana är en fjärilsart som beskrevs av Druce 1894. Farigia sagana ingår i släktet Farigia och familjen tandspinnare. Inga underarter finns listade i Catalogue of Life.